# Amytis (figlia di Ciassare)

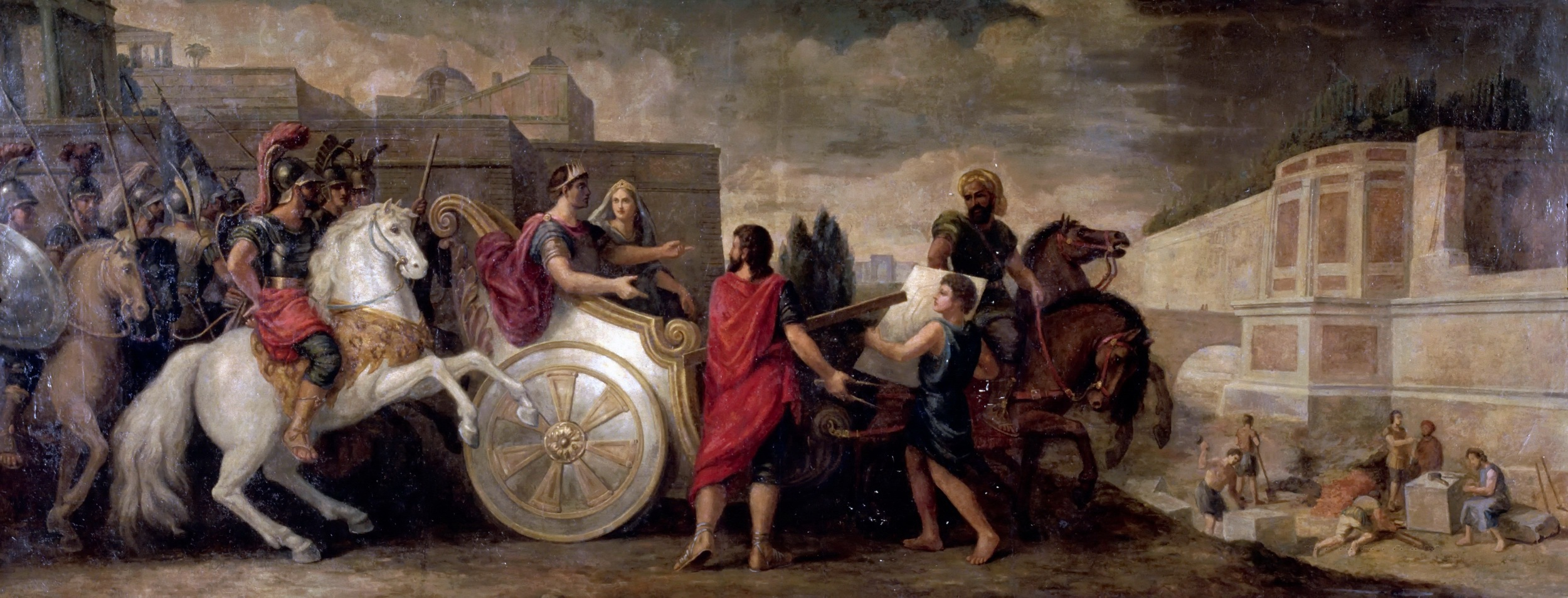
René-Antoine Houasse, Nabucodonosor e Amytis che fanno erigere i giardini pensili di Babilonia (1676), a Versailles

Amytis o Amuhia (Media, 630 a.C. – 565 a.C.) è stata una regina babilonese.

## Nome
Il prenome Amytis è la forma latinizzata del nome greco Αμυτις, Amutis, che, per metatesi vocalica, potrebbe riferirsi ad un antico nome medo *ᴴumati, che significa "colui/colei che ha buoni pensieri", e che è un equivalente del termine avestico 𐬵𐬎𐬨𐬀𐬌𐬙𐬌, humaⁱti.

## Biografia
Il padre di Amytis, Ciassare, fu una figura di spicco che rafforzò l'Impero dei Medi e contribuì a stabilire il predominio di quest'ultimo sulla regione. Ciassare era noto per i suoi successi militari, tra cui la sua alleanza con i Babilonesi e gli Sciti atte a rovesciare l'Impero Assiro, che era stato a lungo una forza dominante nel Vicino Oriente.
Il fratello di Amytis, Astiage, succedette al padre e divenne l'ultimo sovrano dell'Impero dei Medi prima della sua caduta sotto il potere crescente della Persia di Ciro il Grande: egli, come sua sorella, fu molto influente nella politica regionale.
Il matrimonio di Amytis con il re di Babilonia Nabucodonosor II servì a rafforzare l'alleanza tra i Medi e l'Impero neo-babilonese.
Secondo Berosso, Nabucodonosor avrebbe fatto costruire i magnifici Giardini pensili di Babilonia per la moglie meda, afflitta dalla nostalgia della sua terra natale: per lei il re avrebbe inserito nei giardini le piante originarie del Mar Caspio (terra dei Medi), affinché ricordassero casa alla donna.